# NIT
NIT (або nit) — молдовський телеканал наближений Партії Комуністів Молдови. Заснований 1997 року. Генеральний директор — Адела Рейляну.

## Власники
Із 2006 року основним акціонером NIT стала зареєстрована на Британських Віргінських островах офшорна компанія Advac Associates Ltd.. Компанія придбала 89,97% акцій спільного підприємства «Noile Idei Televizate» (NIT) в іншої офшорної компанії з тих же самих островів, World Group Assets Ltd. Всього Advac Associates Ltd належить 94,15% акцій NIT. 5,83% акцій телеканалу належать Сергію Дроботу і 0,2% — компанії «Новина». З чуток телеканал NIT належить синові президента Молдови Володимиру Вороніну, але довести це важко, оскільки інформація про офшорному власника NIT засекречена.

## Мовлення
У листопаді 2004 року NIT отримав від Координаційної ради з телебачення і радіо Молдови Шість телевізійних частот. Пізніше канал отримав ще чотири частоти, в результаті чого NIT отримав загальнонаціональне покриття. Перед тим, як Координаційна рада з телебачення і радіо Молдови виділила NIT частоти, державне підприємство «Radiocomunicatii» побудувало нову загальнонаціональну мережу ретрансляторів, які були продані NIT як «активи, що не використовувалися в технологічному процесі». З року заснування радіус мовлення телеканалу становив 70 км. У 2005 році телеканал забезпечив поширення свого сигналу практично по всій території Молдови.
NIT отримав в оренду від уряду офіс площею близько 3700 м². Для розміщення телекомпанії з будинку, що перебуває на балансі канцелярії уряду, був виселений Департамент статистики Молдови.

## Телепрограми
У концепцію мовлення телеканалу входить виробництво інформаційних, аналітичних та розважальних програм. Також показуються російські та зарубіжні фільми і серіали. У 2008–2009 роках канал показував російські та зарубіжні фільми через невеликий час після їх прем'єри на великому екрані.
У 2009 році спеціально для екс-президента Володимира Вороніна на телеканалі створена передача «Бесіди з президентом». Останнім часом для участі в цій передачі регулярно запрошується російський журналіст і телеведучий Володимир Соловйов.

## Скандал з орендою
У 2009 році уряд Молдови сповістило телеканал NIT про те, що договір про оренду приміщень, які займає телеканалом, не буде продовжений з початку наступного року. Таке рішення було прийнято після того, як активіст Ліберально-демократичної партії Молдови, директор радіостанції «Вочя Басарабів» Вячеслав Цибуляк в кінці минулого тижня, в ході з'їзду ЛДПМ виступив із заявою, в якому, зокрема, висловив свою незгоду з мовною політикою телеканалу NIT.

## Звинувачення в заангажованості
У вересні 2010 року в суд кишинівського сектора Центр був направлений позов від імені виконуючого обов'язки президента Республіки Молдова Міхая Гімпу, Доріна Кіртоаке та Ліберальної партії Молдови проти лідера Партії комуністів Республіки Молдова Володимира Вороніна, колишнього генерального прокурора Валерій Гурбуля, колишнього глави Сіба Артура Решетнікова і телеканалу NIT. Телеканал зокрема звинувачується в тому, що після подій, що відбулися в квітні 2009 року, телеканал випустив в ефір документальний фільм «Атака на Молдову», в якому Ліберальна партія Республіки Молдова звинувачувалася в організації погромів і спробі державного перевороту.